# Championnat de Serbie de football 2023-2024
Navigation
Édition précédente Édition suivante
La saison 2023-2024 de la Superliga Srbije est la 18e édition de la première division serbe de football. Elle démarre le 29 juillet 2023 pour s'achever le 25 mai 2024.
Les seize équipes participantes s'affrontent initialement à deux reprises, à domicile et à l'extérieur, pour un total de 30 matchs chacune et 240 rencontres en tout. À l'issue de cette première phase, elles sont divisées en deux groupes de huit s'affrontant une fois, soit 37 matchs par équipe en tout.
Quatre places qualificatives pour les compétitions européennes sont attribuées par le biais du championnat : le champion et le vice-champion se qualifient ainsi pour la Ligue des champions 2024-2025 tandis que le troisième se qualifie pour la Ligue Europa 2024-2025 et le quatrième obtient une place en Ligue Conférence 2024-2025. Le vainqueur de la Coupe de Serbie se qualifie également pour la Ligue Europa 2024-2025, la place étant reversée au championnat si celui-ci est déjà qualifié d'une autre manière.
La compétition est remportée par l'Étoile rouge de Belgrade qui décroche à cette occasion son dixième titre de champion de Serbie, le septième consécutif.

## Compétition

### Critères de départage
Les équipes sont classées selon leur nombre de points, lesquels sont répartis comme suite : trois points pour une victoire, un point pour un match nul et zéro point pour une défaite.
Pour départager les égalités pendant la saison, les critères suivants sont utilisés :
1. Différence de buts générale
2. Nombre de buts marqués

Si ces critères ne permettent pas de départager les équipes à égalité, celles-ci occupent donc la même place au classement officiel.
Pour départager les égalités au terme du championnat, les critères suivants sont utilisés :
1. Points de la première phase
2. Points particuliers de la première phase
3. Différence de buts particulière de la première phase
4. Nombre de buts marqués entre équipes à égalité lors de la première phase
5. Nombre de buts marqués à l'extérieur entre équipes à égalité lors de la première phase
6. Différence de buts générale
7. Nombre de buts marqués
8. Classement du fair-play

### Première phase

#### Classement
| Rang | Équipe                     | Pts | J  | G  | N | P  | Bp | Bc | Diff |
| ---- | -------------------------- | --- | -- | -- | - | -- | -- | -- | ---- |
| 1    | Étoile rouge de Belgrade T | 77  | 30 | 25 | 2 | 3  | 77 | 22 | +55  |
| 2    | FK Partizan Belgrade       | 70  | 30 | 22 | 4 | 4  | 66 | 35 | +31  |
| 3    | FK TSC Bačka Topola        | 60  | 30 | 17 | 9 | 4  | 57 | 29 | +28  |
| 4    | FK Vojvodina Novi Sad      | 50  | 30 | 14 | 8 | 8  | 49 | 42 | +7   |
| 5    | FK Radnički 1923           | 50  | 30 | 16 | 2 | 12 | 46 | 46 | 0    |
| 6    | FK Čukarički               | 48  | 30 | 13 | 9 | 8  | 44 | 33 | +11  |
| 7    | FK Mladost Lučani          | 40  | 30 | 11 | 7 | 12 | 30 | 40 | -10  |
| 8    | FK Napredak Kruševac       | 39  | 30 | 11 | 6 | 13 | 31 | 39 | -8   |
| 9    | FK Novi Pazar              | 36  | 30 | 10 | 6 | 14 | 35 | 40 | -5   |
| 10   | FK Spartak Subotica        | 34  | 30 | 10 | 4 | 16 | 29 | 44 | -15  |
| 11   | FK Radnički Niš            | 33  | 30 | 9  | 6 | 15 | 33 | 40 | -7   |
| 12   | FK IMT Belgrade P          | 32  | 30 | 9  | 5 | 16 | 34 | 47 | -13  |
| 13   | FK Javor Ivanjica          | 31  | 30 | 9  | 4 | 17 | 28 | 45 | -17  |
| 14   | FK Voždovac Belgrade       | 30  | 30 | 7  | 9 | 14 | 38 | 48 | -10  |
| 15   | FK Železničar Pančevo P    | 26  | 30 | 7  | 5 | 18 | 34 | 59 | -25  |
| 16   | FK Radnik Surdulica        | 17  | 30 | 3  | 8 | 19 | 19 | 41 | -22  |

Qualifications
- 1er au 8e : Groupe championnat
- 9e au 16e : Groupe relégation

Abréviations
Source : Classement sur le site Soccerway.

## Deuxième phase
Si deux équipes sont à égalité parfaite au terme du championnat et que le titre de champion, la qualification à une compétition européenne ou la relégation sont en jeu, les deux équipes doivent se départager au cours d'un match éliminatoire disputé sur terrain neutre. Si le match se termine par une égalité à la fin du temps réglementaire, deux périodes de prolongation de 15 minutes sont jouées. Si l'égalité demeure, les deux équipes se départagent à l'issue d'une séance de tirs au but.

### Groupe pour le championnat

#### Classement
| Rang | Équipe                       | Pts | J  | G  | N  | P  | Bp | Bc | Diff |
| ---- | ---------------------------- | --- | -- | -- | -- | -- | -- | -- | ---- |
| 1    | Étoile rouge de Belgrade T C | 96  | 37 | 31 | 3  | 3  | 94 | 28 | +66  |
| 2    | FK Partizan Belgrade         | 78  | 37 | 24 | 6  | 7  | 80 | 48 | +32  |
| 3    | FK TSC Bačka Topola          | 75  | 37 | 22 | 9  | 6  | 75 | 39 | +36  |
| 4    | FK Vojvodina Novi Sad        | 61  | 37 | 17 | 10 | 10 | 62 | 50 | +12  |
| 5    | FK Radnički 1923             | 61  | 37 | 19 | 4  | 14 | 64 | 61 | +3   |
| 6    | FK Čukarički                 | 57  | 37 | 16 | 9  | 12 | 57 | 47 | +10  |
| 7    | FK Mladost Lučani            | 46  | 37 | 13 | 7  | 17 | 38 | 53 | -15  |
| 8    | FK Napredak Kruševac         | 40  | 37 | 11 | 7  | 19 | 36 | 66 | -30  |

Qualifications européennes
Ligue des champions de l'UEFA 2024-2025
- 1er : barrages
- 2e : deuxième tour de qualification

Ligue Europa 2024-2025
- 3e  : barrages

- 4e  : deuxième tour de qualification

Ligue Conférence 2024-2025
- 5e  : deuxième tour de qualification

Abréviations
- L'Étoile rouge de Belgrade, vainqueur de la Coupe de Serbie[2], étant déjà qualifié pour la Ligue des champions, la place en Ligue Europa 2024-2025 est redistribuée au troisième du championnat.

### Groupe pour la relégation

#### Classement
| Rang | Équipe                  | Pts | J  | G  | N  | P  | Bp | Bc | Diff |
| ---- | ----------------------- | --- | -- | -- | -- | -- | -- | -- | ---- |
| 9    | FK Novi Pazar           | 48  | 37 | 14 | 6  | 17 | 44 | 47 | -3   |
| 10   | FK Spartak Subotica     | 47  | 37 | 13 | 8  | 16 | 36 | 47 | -11  |
| 11   | FK IMT Belgrade P       | 42  | 37 | 11 | 9  | 17 | 43 | 53 | -10  |
| 12   | FK Radnički Niš         | 41  | 37 | 11 | 8  | 18 | 40 | 48 | -8   |
| 13   | FK Javor Ivanjica       | 40  | 37 | 11 | 7  | 19 | 34 | 51 | -17  |
| 14   | FK Železničar Pančevo P | 39  | 37 | 10 | 9  | 18 | 47 | 65 | -18  |
| 15   | FK Voždovac Belgrade    | 38  | 37 | 9  | 11 | 17 | 46 | 58 | -12  |
| 16   | FK Radnik Surdulica     | 18  | 37 | 3  | 9  | 25 | 24 | 59 | -35  |

Relégation en Prva Liga 2024-2025
- 13e et 14e : barrages de relégation
- 15e et 16e : relégation

Abréviations

#### Barrages de relégation
Le treizième et le quatorzième du championnat affrontent respectivement le quatrième et le troisième de la deuxième division à la fin de la saison dans le cadre d'un barrage aller-retour.
| Équipe                   | Aller | Total | Retour | Équipe                     |
| ------------------------ | ----- | ----- | ------ | -------------------------- |
| FK Tekstilac Odžaci (D2) | 1 - 0 | 2 - 1 | 1 - 1  | (D1) FK Javor Ivanjica     |
| FK Inđija (D2)           | 1 - 1 | 1 - 3 | 0 -2   | (D1) FK Železničar Pančevo |

Légende des couleurs
- Promotion en première division.
- Relégué en deuxième division.
- Maintien en première division.
- Maintien en deuxième division.

## Tableau d'honneur
| Championnat de Serbie de football 2023-2024 |                                      |
| Champion                                    | Étoile rouge de Belgrade (10e titre) |
| Dauphin                                     | FK Partizan Belgrade                 |
| Coupes et trophées                          |                                      |
| Vainqueur de la Coupe de Serbie 2023-2024   | Étoile rouge de Belgrade             |
| Qualifications continentales                |                                      |
| Ligue des champions 2024-2025               | Étoile rouge de Belgrade             |
| Ligue des champions 2024-2025               | FK Partizan Belgrade                 |
| Ligue Europa 2024-2025                      | FK TSC Bačka Topola                  |
| Ligue Europa 2024-2025                      | FK Vojvodina Novi Sad                |
| Ligue Conférence 2024-2025                  | FK Radnički 1923                     |
| Promotions et relégations                   |                                      |
| Promus en Super Liga                        | OFK Belgrade                         |
| Promus en Super Liga                        | FK Jedinstvo Ub                      |
| Promus en Super Liga                        | FK Tekstilac Odžaci                  |
| Relégués en Prva Liga                       | FK Javor Ivanjica                    |
| Relégués en Prva Liga                       | FK Radnik Surdulica                  |
| Relégués en Prva Liga                       | FK Voždovac Belgrade                 |